# Yoldiella striolata
Yoldiella striolata is een tweekleppigensoort uit de familie van de Yoldiidae. De wetenschappelijke naam van de soort is voor het eerst geldig gepubliceerd in 1876 door Brugnone.